# Starchel Soloseni
Starchel Soloseni (13 februari 1989) is een Tuvaluaans voetballer die uitkomt voor Manu Laeva.
In 2008 deed Starchel met het Tuvaluaans zaalvoetbalteam mee, bij de Oceanian Futsal Championship 2008.